# Bitwa pod Tumu
Bitwa pod Tumu – starcie zbrojne, które miało miejsce 1 września 1449 w trakcie konfliktu granicznego pomiędzy Mongołami a chińską dynastią Ming. W jego wyniku do niewoli mongolskiej dostał się cesarz Zhu Qizhen.
W lipcu 1449 r. trzy armie mongolskie uderzyły na Chiny: na Liaodong, Xuanfu, a oddziałami nacierającymi na Datong dowodził osobiście Esen, wódz Ojratów. 3 sierpnia 1449 r. armia mongolska pobiła Chińczyków pod Yanghe. Na wieść o inwazji cesarz Zhu Qizhen za namową najpotężniejszego człowieka na dworze, eunucha Wang Zhena postanowił, mimo protestów urzędników, wyruszyć osobiście przeciw Mongołom. Powody tej irracjonalnej decyzji są niejasne, ale mogły się do tego przyczynić sukcesy wojsk mingowskich na południowym wschodzie kraju, które utwierdziły Wang Zhena i cesarza w wierze w ich armię. Innym możliwym powodem był przerost ambicji Wanga.
4 sierpnia cesarz, na czele półmilionowej armii, opuścił Pekin. Armia była źle zaopatrzona i wyposażona, a dowództwo, z Wang Zhenem w roli marszałka – niekompetentne. Plan przewidywał marsz na Xuanfu przez przełęcz Juyong, ustanowienie bazy w Datongu i uderzenie stamtąd w step, a następnie powrót na południe, przez Yuzhou i przełęcz Zijing do stolicy. Miano w ten sposób uniknąć marszu przez już pozbawione żywności tereny, a ponadto w Yuzhou znajdowały się dobra Wang Zhena, który chciał przyjąć cesarza w swoim domu.
Złe zaopatrzenie i ciągłe deszcze podkopywały morale. Nastrojów nie podniósł marsz przez pobojowisko pokryte zwłokami kilku tysięcy chińskich żołnierzy, którzy zginęli w walce z Mongołami 3 sierpnia. Urzędnicy i generałowie starali się nakłonić cesarza do powrotu do Pekinu, ale Wang Zhen zapobiegł temu, bojąc się podważenia swego autorytetu. 18 sierpnia armia chińska dotarła do Datongu i lokalny dowódca, który przeżył klęskę pod Yanghe, wyperswadował cesarzowi wyprawę w step. Odtrąbiono więc zwycięstwo ekspedycji i zawrócono do Pekinu. Wang Zhen obawiał się jednak, że powracająca południowym szlakiem wygłodzona i niezdyscyplinowana armia dokonałaby spustoszenia jego własnych posiadłości, dlatego zdecydował, by wracać tą samą drogą do Pekinu, mimo że ta droga była bardziej narażona na atak mongolski. 
27 sierpnia kompletnie już zdezorganizowana armia chińska dotarła do Xuanfu. Trzy dni później Mongołowie zniszczyli wojska straży tylnej na wschód od miasta. Generał Zhu Yong, wysłany z silnym oddziałem jazdy w roli nowej ariergardy wpadł prosto w mongolską zasadzkę pod Yaoerling i jego siły też zostały zniszczone. 
Dnia 31 sierpnia główne siły chińskie rozbiły swój obóz koło twierdzy Tumubao (Tumu). 12 km dalej było obwarowane miasto Huailai, ale cesarz odrzucił sugestie ministrów, którzy sugerowali schronienie się tam: Wang Zhen przekonał go, bojąc się utraty swego majątku w ogromnych taborach. Tymczasem Esen wysłał swoją straż przednią na południe, celem odcięcia przeciwnika od rzeki. Rankiem 1 września Mongołowie całkowicie okrążyli armię chińską. Mimo propozycji mongolskich Wang Zhen nie zamierzał podejmować rozmów pokojowych, mimo cesarskiego nakazu, wydając swoim oddziałom rozkaz wymarszu w kierunku rzeki. Zaatakowane przez Mongołów oddziały spanikowały, a gdy nastąpiło zdecydowane uderzenie – poszły w całkowitą rozsypkę; co najmniej połowa zginęła. Zginęła większość dworu, w tym Wang Zhen. W ręce zwycięzców dostała się ogromna ilość broni i uzbrojenia. Cesarz, nietknięty, dostał się (ku zaskoczeniu Esena) do niewoli. 
Ekspedycja chińska okazała się prawdziwą katastrofą. Kampania była źle zorganizowana i fatalnie dowodzona. Bitwę rozstrzygnął atak straży przedniej Mongołów liczący zaledwie 5000 wojowników. Esen niespodziewający się pozyskania tak prominentnego jeńca zażądał za cesarza okup. Jego celem było teraz zajęcie stolicy dynastii Ming, Pekinu. Próby te nie powiodły się jednak na skutek gwałtownego oporu wojsk chińskich dowodzonych przez Yu Qian. Żądania Esena wydania mu miasta spotkały się z odpowiedzią, że „Cesarstwo ważniejsze jest aniżeli cesarz”. W tym samym czasie na tronie zasiadł nowy cesarz, którym mianowano Zhu Qiyu przyrodniego brata Zhu Qizhena. Chińczycy nigdy nie zapłacili okupu za Zhu Qizhena. Po czterech latach Esen nakazał zatem jego uwolnienie. Zhengtong powrócił do Pekinu i po śmierci Zhu Qiyu w roku 1457 ponownie objął władzę. Krytyka w państwie Mongołów spadła na Esena, któremu zarzucano niewykorzystanie zwycięstwa. W roku 1455 zwycięzca spod Tumu został zamordowany. Pomimo zajęcia w późniejszym okresie rejonu Ordos, Mongołowie nigdy nie zagrozili już państwu Mingów.